# Mathias "Zanka" Jørgensen
 Ikke at forveksle med Mathias Jørgensen (fodboldspiller, født 2000).
Mathias Jattah-Njie "Zanka" Jørgensen (født 23. april 1990 i København, Danmark) er en dansk fodboldspiller, der spiller for LA Galaxy siden 2025. Han har tidligere spillet for den danske superligaklub F.C. København, PSV Eindhoven, Huddersfield Town F.C., Fortuna Düsseldorf, Fenerbahçe SK og RSC Anderlecht.
Han er den spiller, der har spillet flest hele kampe for F.C. København.
Zanka spiller desuden på det danske landshold og var blandt andet med til slutrunden om VM 2018, hvor han scorede det hidtil hurtigste slutrundemål efter blot 57 sekunder i ottendedelsfinalen mod Kroatien.

## Klubkarriere
Zanka kom til FCK fra naboklubben B.93, hvor han fik sin debut allerede som 16-årig på B.93s førstehold. Den 26. februar 2007 underskrev han en treårig kontrakt med FC København. Zankas SAS-ligadebut var i kampen mod Lyngby den 29. september 2007 – en kamp som FCK vandt 2-0. Han afslog et tilbud fra Arsenal, inden han skiftede til FCK. Han har været på prøvetræning i Arsenal og Newcastle United. Mathias "Zanka" Jørgensen blev i sommeren 2009 student fra Gammel Hellerup Gymnasium nord for København. Han blev den 17. november ved TV2's årlige Award Show kåret til Årets talent.
Han blev solgt til den hollandske klub PSV Eindhoven i 2012, men blev hurtigt skadet og opnåede ikke succes under sit ophold. I sommeren 2014 skrev han en treårig kontrakt med FCK, der senere blev forlænget .
Han blev efter afslutningen af sæsonen 2016-17 af FCK's fans kåret til "Årets spiller".
Den 7. juli 2017 skrev Jørgensen under på en treårig aftale med Premier League-klubben Huddersfield Town F.C.

### Fenerbahçe
I Zankas anden sæson i Huddersfield formåede holdet ikke at forblive i Premier League, og han var derfor interesseret i at finde en ny arbejdsgiver. I august 2019 skiftede han til tyrkiske Fenerbahçe SK, hvor han fik en treårig kontrakt med mulighed for yderligere et år.
På sidste dag i transfervinduet i januar 2020 blev han udlejet for resten af sæsonen til Fortuna Düsseldorf i den tyske Bundesliga.

### FCK
Den 5. oktober 2020 blev det offentliggjort, at der var indgået lejeaftale mellem Fenerbahçe og FCK om leje af Zanka til sommeren 2021.
Efter udløbet af lejeaftalen vendte Zanka tilbage til Fenerbahçe. Den 31. august 2021 blev det oplyst, at kontrakten i Fenerbahçe var ophævet.

## Landsholdskarriere
Mathias Zanka blev i 2008 udtaget til A-landsholdet som erstatning for den skadede Anders Møller Christensen. Mathias Zanka Jørgensen debuterede for det danske A-landshold den 19. november 2008 i en venskabskamp mod Wales. Den 1. juli 2018 scorede Jørgensen sit første mål for landsholdet, som også var Danmarks hurtigste mål ved et VM nogensinde, da han allerede efter 57 sekunder bragte Danmark foran 1-0 i ottendedelsfinalen mod Kroatien.
Zanka var med i truppen til EM-slutrunden 2020 (afholdt i 2021), men opnåede ikke spilletid. 
I 2024 stoppede Zanka på landsholdet.

## Andet
Februar 2017 accepterede Spillerforeningen et forligsforslag fra Dansk Boldspil-Union (DBU) omkring manglende betaling til spillerne for gamle sponsoraftaler. Pengene i forliget, 667.500 kroner, bliver brugt i en kampagne fra Spillerforeningen mod homofobi, med Mathias "Zanka" Jørgensen som ambassadør. I november 2016 havde han i pressen givet udtryk for utilfredshed med bl.a. DBUs manglende reaktion på homofobiske tilråb, og var blevet bakket op på de sociale medier af bl.a. ligestillingsminister Ellen Trane Nørby.